# Министерство внутренних дел и безопасности Республики Корея
Министерство внутренних дел и безопасности (кор. 행정안전부?, 行政安全部?; англ. Ministry of the Interior and Safety, MOIS) отвечает за общие дела Государственного совета, принятие законов и подзаконных актов и договоров, правительственную организацию и предписанное количество государственных служащих, награды, правительственные инновации, административную эффективность, деятельность электронного правительства, защиту личной информации, управление правительственными зданиями и поддержку выборов и референдумов. Кроме того, отвечает за установление, контроль и корректировку политики, связанной с безопасностью и ликвидацией последствий стихийных бедствий, такой как противоаварийные меры, гражданская оборона и предотвращение стихийных бедствий.

## История
- 1948 год — создание Министерства государственного управления (англ. Ministry of Government Administration, MOGA) и Министерства внутренних дел (англ. Ministry of Home Affairs, MOHA)
- 1991 год — создание Национального полицейского управления при Министерстве внутренних дел
- 1998 год — Министерство государственного управления и Министерство внутренних дел объединено в Министерство государственного управления и внутренних дел (англ. Ministry of Government Administration and Home Affairs, MOGAHA)
- 2004 год — создание Национального агентства по чрезвычайным ситуациям (англ. National Emergency Management Agency, NEMA) при Министерстве государственного управления и внутренних дел
- 2013 год — реорганизовано в Министерство безопасности и государственного управления (англ. Ministry of Security and Public Administration, MOSPA)
- 2014 год — реорганизовано в Министерство внутренних дел (англ. Ministry of Interior, MOI)
- 26 июля 2017 года — реорганизовано в Министерство внутренних дел и безопасности